# パリ大学
パリ大学（パリだいがく、仏：Université de Paris）は、かつてフランス共和国のパリに存在した公立大学。
1970年以降は第1から第13まで単科大学として運営されてきたが、2008年から一部の大学の離脱や統合計画が実現し始め、第4と第6が合併しソルボンヌ大学に、第9はPSL研究大学に、2019年には第5と第7が合併しパリ大学（のち2022年にパリ・シテ大学に改名）に、2020年には第11はパリ＝サクレー大学に統合され、新しい体制が整えられた。
これまでに多くのノーベル賞受賞者を輩出し、法学・政治学・科学・物理学・神学などの分野で優秀な学者を輩出している。また、芸術の教育機関としても名高く、ロンドンやニューヨークの大学との交流が盛んである。

## 概説
パリ大学の起源は12世紀半ばであり、1970年に第1から第13大学までの独立した大学群に編制された。
1257年、フランスの神学者で聖ルイの宮廷付司祭ロベール・ド・ソルボンが、神学部の貧しい学生用にソルボンヌ学寮 (ないしカレッジ、Collège de Sorbonne 又は Maison de Sorbonne) を設立して以降、パリ大学は通称「ソルボンヌ (Sorbonne)」または「ラ・ソルボンヌ (La Sorbonne)」と呼ばれるが、大学が必ずしもソルボンの思想に基づいているわけではない。現在の13校の中で第1から第4大学までがソルボンの意思を受け継ぐ伝統的な教育を行っており、そのうち3校（第1、第3と第4大学）はソルボンヌを冠としている。
フランスの高等教育行政区画では、ソルボンヌに本部を置くパリ大学区ないし教育区 (l'académie de Paris) に含まれており、パリ教育区長はイル・ド・フランス圏教育区長を兼任している。ちなみに、分割前のパリ大学学長ないし総学長には、ジャンヌ・ダルクの異端審問にあたった中心のピエール・コーションも就いていた。
教育課程は3段階に構成され、第1課程（3年）と第2課程（2年、医学系は4年）の前半（1～2年）が日本の教養・専門課程に該当し、第2課程の後半と第3課程（3年）が大学院に該当する。
第1大学は2006年の初期雇用契約導入や、2007年の大統領ニコラ・サルコジの改革方針に反対するバリケードストライキが行なわれるなど、21世紀に入っても学生運動が盛ん、且つその拠点とされる大学である。2024年にはソルボンヌ大学（2018年に第4大学と第6大学が離脱統合し新創設）で、パレスチナに連帯する行動が行われた。

## 沿革
パリ大学は、ボローニャ大学やオックスブリッジ、サラマンカ大学、モンペリエ大学やトゥールーズ大学などと共に、12〜13世紀に設立されたヨーロッパ最古の部類に入る中世大学の一つで、その起源は1150年 - 1170年までさかのぼる。
- 創設期には3つの上級学部（神学・法学・医学）の下に、学芸部（リベラル・アーツ）が設置されていた[注釈 1]。

- 1211年にローマ教皇インノケンティウス3世により、法的に「大学」として認められた (ストゥディウム・ゲネラーレ)。
- 1257年にルイ9世の宮廷司祭であったロベール・ド・ソルボン（Robert de Sorbon, 1201年-1274年）が貧しい神学部学生のためのソルボンヌ学寮 (Collège de Sorbonne) を設立。
- 1259年に教皇アレクサンデル4世の許可を得、以後ソルボンヌは後には神学部、ひいてはパリ大学そのものの代名詞となった。以来100以上の学寮が作られている。
- 中世では全ヨーロッパを教育対象としたカトリック大学であった。しかし、ローマ教皇に庇護された大学の特権も、1499年、ルイ12世の頃にはその乱用を忌まれて剥奪されている。
- 1793年、フランス革命以降、フランス全国の大学が中断に遇い、代わってエコール・ノルマル・シュペリウールなどのグランゼコールが設けられた。
- 1808年、ナポレオンの第一帝政時代に帝国大学 (Université de France 又は Université impériale) 令により全国は16の大学区（アカデミー）に分割され、パリ大学区には5学部（神学・法学・医学・理学・文学）がおかれた[注釈 1]。

- 1896年、新制パリ大学が発足する。
- 1970年、1968年の高等教育基本法（フォール法, fr）によって現在の大学制度が成立した。学部は廃止されて、応用数学、英米文学などの専門的な研究・教育単位であるユニテ（unité、ユニット）に再編され、パリ大学も、1大学区1大学制から、20前後のユニテからなる13の独立した大学に改組された。
パリ第3大学（新ソルボンヌ、Sorbonne Nouvelle）は、この高等教育基本法に基づいて1970年に新制大学の1つとして設立された大学である。ユニテは1大学に一つのみではなく、複数の大学に重複している。
- 1984年、高等教育法が制定された。これは1968年法の精神を推し進めると同時に，大学の使命として，研究の振興・雇用政策（職業化），社会的・文化的不平等の緩和を強調している。また，これまで大学とは別の体系をなし、実学を学ぶ高等専門大学（グランゼコール）などをこの法律の適用対象に含めている。
- 2008年にパリ第9大学（ドフィーヌ）が離脱し、他大学とPSL研究大学（Université PSL）を創設。
- 2018年1月1日に、パリ第4大学とパリ第6大学が統合し、ソルボンヌ大学（Sorbonne Université）を創設。
- 2019年にパリ第5とパリ7大学が離脱・統合しパリ大学（Université de Paris）を創設。
- 2020年1月にパリ第11大学（パリ南）が他大学とパリサクレー大学（Université Paris Saclay）を創設。

## パリ大学の構成校

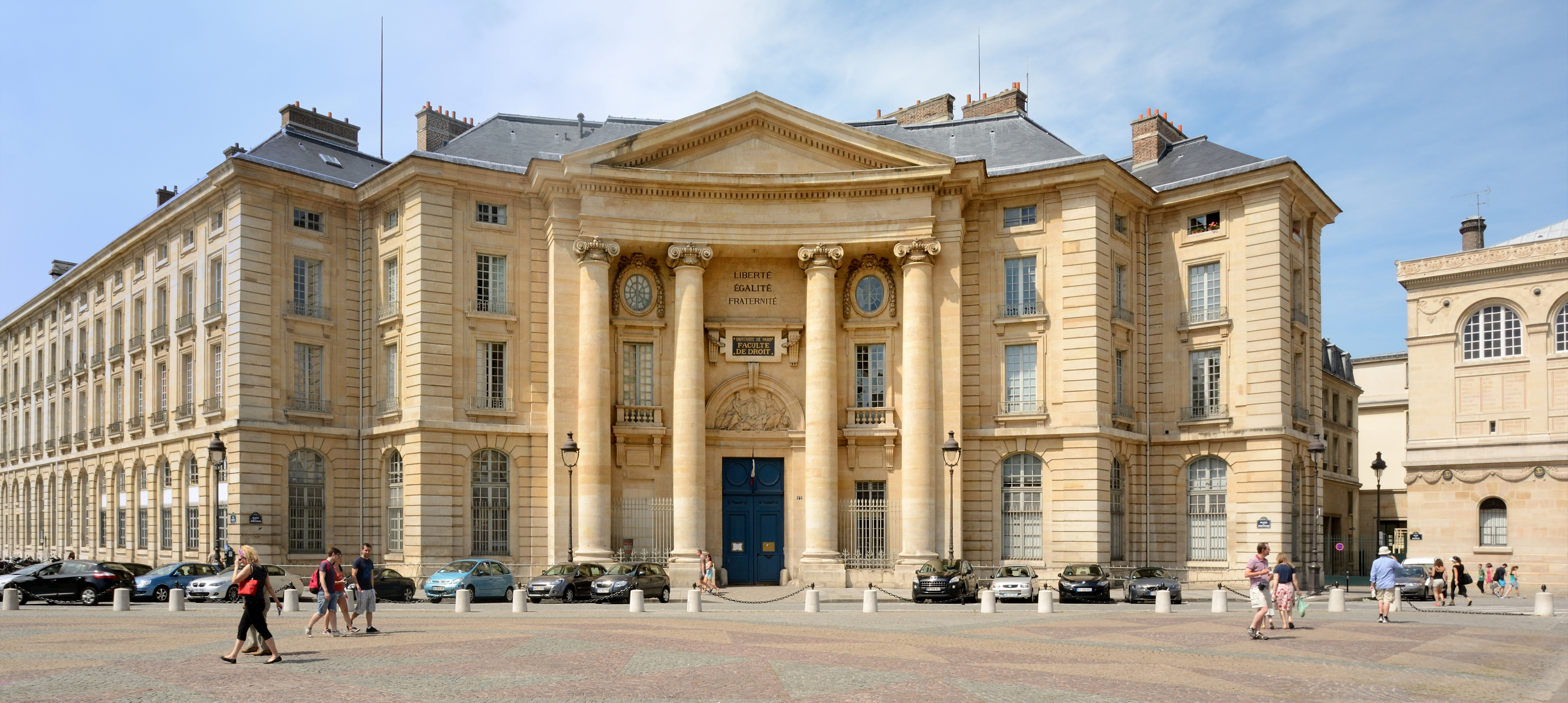
パリ第1大学（パンテオン・ソルボンヌ）・パリ第2大学（パンテオン・アサス）、パリ5区パンテオン広場からの眺め

### 構成校
- パリ第1大学（パンテオン・ソルボンヌ） - 法学・哲学・政治学・歴史学・経営学・経済学
- パリ第2大学（パンテオン・アサス[注釈 2]） - 法学・政治学・経済学
- パリ第3大学（ソルボンヌ・ヌーヴェル） - 文学・東洋語
- パリ第4大学（パリ・ソルボンヌ） - パリ第6大学と離脱統合し、2018年にソルボンヌ大学（Sorbonne Université）を創設。
- パリ第5大学（パリ・デカルト） - パリ第7大学と離脱統合し、2019年に新制パリ大学（Université de Paris）を創設、2022年にパリ・シテ大学（Université Paris Cité）へ改称。
- パリ第6大学（ピエール・エ・マリー・キュリー大学） - 理学・医学・工学。パリ第4大学と離脱統合し、2018年にソルボンヌ大学（Sorbonne Université）を創設。
- パリ第7大学（パリ・ディドロ） - 上記参照
- パリ第8大学（サン＝ドニ） - 哲学・芸術学・精神分析学・心理学
- パリ第9大学（パリ・ドーフィン） - 離脱し、パリ・ドーフィン大学への改称を経て、PSL研究大学に統合。
- パリ第10大学（ナンテール） - 法学・経営学・経済学・社会学・歴史学・地理学・文学・心理学・教育学
- パリ第11大学（パリ・シュッド） - 離脱し、パリ南大学への改称を経て、パリ＝サクレー大学（Université Paris-Saclay）に統合。
- パリ第12大学（パリ・ヴァル・ド・マルヌ） - 医学・法学・経済学
- パリ第13大学（ソルボンヌ・パリ・ノール） - 法学・経済学・文学・医学

## 関係者

### 出身者

#### 旧パリ大学や後進各校の出身者
- トマス・アクィナス：13世紀イタリアの神学者、哲学者
- ミシェル・アフラク：シリアの政治家・バアス党の設立者
- マルセル・アルラン：作家、文芸批評家
- アレクサンドル・アレヒン：ロシアのチェス・プレイヤー
- テオ・アンゲロプロス：ギリシャの映画監督
- サム・ウォーターストン：アメリカの俳優
- ドミニク・オーリー：英語作品女性翻訳家
- ブトロス・ブトロス＝ガーリ：第6代国連事務総長、エジプトの国際法学者
- ギュスターヴ・カイユボット：印象派の画家（パリ大学では法学を専攻）
- レオン・ガンベッタ：第三共和政期の政治家
- イレーヌ・ジョリオ＝キュリー：原子物理学者、マリ・キュリーの娘
- マリ・キュリー：ポーランドの物理学者
- ギュスターヴ・クールベ：写実主義の画家（パリ大学では法学を専攻）
- エイドリアン・クラークソン：第26代カナダ総督
- ジョルジュ・クレマンソー: 第三共和政期の首相、医師
- ジャクリーン・ケネディ・オナシス：ジョン・F・ケネディ及びアリストテレス・オナシスの妻
- ジュヌヴィエーヴ・ド・ゴール＝アントニオーズ：貧困撲滅運動家、レジスタンス活動家
- ジャン＝リュック・ゴダール：映画監督
- シャンタル・ゴヤ：歌手、女優。児童向けの歌手として1970年代半ば以降人気を博した。
- エティエンヌ・ボノ・ドゥ・コンディヤック：観念学派の哲学者、聖職者
- フランソワーズ・サガン：作家
- オスマン・サンコン：ギニアの元外交官、日本のタレント、著述家
- ピエール＝ジル・ド・ジェンヌ：理論物理学者、ノーベル物理学賞受賞者
- フランソワ・シャトレ：哲学者、思想家
- ローラン・シュヴァルツ：数学者
- クロード・レヴィ＝ストロース：構造主義で有名な文化人類学者（パリ大学では法学を専攻）
- モンギ・スリム：チュニジアの外交官、アフリカ大陸出身者初の国連総会議長
- ジャン＝ピエール・セール：数学者
- ルイ＝フェルディナン・セリーヌ：作家、医者（パリ大学医学部に編入）
- スーザン・ソンタグ：アメリカの作家
- ガブリエル・ド・タルド：社会心理学者（トゥールーズ大学及びパリ大学を中退）
- ジャン・ル・ロン・ダランベール：数学者、哲学者、百科全書派
- ポール・デシャネル：第三共和政期の政治家、元フランス大統領（1920年）
- ドニ・ディドロ：啓蒙思想家、哲学者、百科全書派
- ジェルメーヌ・ティヨン：人類学者、レジスタンス活動家。高等研究実習院にも通った。
- シュヴァリエ・デオン：外交官、スパイ
- マルグリット・デュラス：作家（パリ大学では政治学専攻）
- ミシェル・ドゥブレ：元フランス首相、ENA設立を主導
- ガストン・ドゥメルグ：第三共和政期の保守政治家、元フランス大統領
- ジル・ドゥルーズ：哲学者
- ピエール・トルドー：カナダの第15代首相
- フランソワーズ・ドルト：精神分析家（パリ大学では医学専攻）
- ジャック・ドロール：政治家、元欧州委員会委員長
- ガストン・バシュラール：哲学者
- ロベール・バダンテール：政治家
- ロジェ・ヴァディム：映画監督、脚本家
- モーリス・パポン：政治家、後年コラボラトゥールとして有罪判決
- オノレ・ド・バルザック：作家
- ロラン・バルト：哲学者、高等研究実習院教授
- モーリス・バレス：反ユダヤ主義の政治家、小説家（ナンシー大学法学部を中退しパリ大学へ）
- ボリス・ヴィルデ：人類学者、レジスタンス活動家。東洋言語文化学院にも通った。
- キャロル・ブーケ：女優、モデル
- ブランコ・ド・ヴーケリッチ：ジャーナリスト、ゾルゲ諜報団
- アラン・ヴェルテメール、ジェラール・ヴェルテメール：シャネルの共同兄弟オーナー
- エドガー・フォール：政治家、元フランス首相。東洋言語文化学院にも通った。
- ハビーブ・ブルギーバ：チュニジアの初代大統領
- ルイーズ・ブルジョワ：米国で活躍したフランスの彫刻家
- レオン・ブルム：第三共和政期の政治家、フランス人民戦線期の首相
- ジゼル・フロイント：写真家、写真史家
- シモーヌ・ヴェイユ：ユダヤ系の政治家
- シャルル＝モーリス・ド・タレーラン＝ペリゴール：フランス革命〜復古王政期の政治家、貴族、元フランス首相。ウィーン会議の主役。
- アンリ・ベルクソン：哲学者
- クロード・ベルナール：医師、生理学者（リヨン大学を中退しパリ大学医学部へ）
- レイモン・ポアンカレ：第三共和政期の政治家、元フランス首相・大統領。ルール問題で強硬的姿勢。
- シモーヌ・ド・ボーヴォワール：作家、哲学者
- ジャン・ポーラン：作家、文芸批評家
- シャルル・ボードレール：評論家、詩人（パリ大学では法学を専攻）
- エンヴェル・ホッジャ：アルバニアの政治家
- シャルル・ボワイエ：俳優
- ギュスターヴ・エミール・ボアソナード：パリ大学法学部教授。日本の元老院御用掛、東京法学校（現 法政大）教頭、「日本近代法の父」
- ジャック・マリタン：哲学者
- シャルル・フレデリク・マルタンス：植物学者、モンペリエ大学附属モンペリエ植物園長
- ブノワ・マンデルブロ：数学者
- フランソワ・ミッテラン：フランス第4代大統領
- アレクサンドル・ミルラン：第三共和政期の政治家、元フランス首相・大統領
- ピエール・ムニエ：政治家
- ノーマン・メイラー：アメリカのジャーナリスト、作家
- アンリ・メショニック：詩人、言語学者、翻訳者
- ギー・ド・モーパッサン：作家（パリ大学では法学を専攻）
- カロリーヌ・ド・モナコ：モナコ公女、ハノーファー王子妃・ブラウンシュヴァイク＝リューネブルク公妃
- イグナチオ・デ・ロヨラ、フランシスコ・ザビエル、ピエール・ファーヴルらイエズス会の「モンマルトルの誓いの7人」
- ヴィクトル・ユーゴー：作家、詩人、「レ・ミゼラブル」
- エロディ・ユン：女優
- ヨハネス21世：ローマ教皇。リスボンに生まれ、パリ大学に入学した（一部の歴史家は彼がモンペリエ大学で学んだと主張する）
- 聖ジャン＝バティスト・ド・ラ・サール：司教、近代教育の先駆者
- アティーク・ラヒーミー：小説家、映画監督
- アントワーヌ・ラヴォアジエ：近代化学の父
- ジャック・ラング：政治家
- ポール・ランジュバン：物理学者。ソナー開発者
- アンドレ・ルヴォフ：微生物学者
- ミシェル・ルヴォン (fr)：パリ大学法学部教授。日本司法省名誉法律顧問、帝国大学法科大学教授、和仏法律学校（現 法大）教頭
- ジャン＝マリー・ルペン：政治家、国民戦線初代党首
- ミシェル・ロカール：政治家、元フランス首相
- エドモン・ロスタン：劇作家、「シラノ・ド・ベルジュラック」（パリ大学では法学を専攻）
- ギー・ド・ロチルド：銀行家・ロスチャイルド家
- マクシミリアン・ロベスピエール：フランス革命期の政治家。恐怖政治の中心。
- 西園寺公望：日本の政治家、元老、元首相
- 千容子：三笠宮崇仁親王第2王女子
- 木下広次：教育行政官、旧制一高初代学校長、京都帝大初代総長
- 岸本辰雄：法学者、明治大学創設者
- 井上正一：法学者、衆議院議員、大審院判事
- 古市公威：工学博士、帝国大学工科大学初代学長、土木学会初代会長、東京仏学校（現 法大）創立者の1人で初代校長
- 栗塚省吾：大審院判事、衆議院議員（立憲政友会）、東京仏学校創立者の1人
- 松方幸次郎：実業家
- 長岡春一：外交官、元駐仏大使
- 前田陽一：仏文学者、元駐パリ副領事
- 岡本太郎：芸術家
- 加藤周一：評論家、医学博士
- 篠沢秀夫：学習院大教授、仏文学者、日本のタレント教授の走り
- 今井俊満：アンフォルメルの日本の画家
- 竹村健一：政治評論家
- 蓮實重彦：文芸・映画評論家、仏文学者、元東大総長
- 玉村豊男：エッセイスト、画家
- 西永良成：東京外大教授
- 小沢僥謳：劇作家、演出家、翻訳家
- 平中悠一：作家
- 佐伯隆幸：学習院大名誉教授、演劇評論家
- 野村正人：学習院大教授
- 中川幸子：駐マリ共和国大使、外交官

#### 各校別の出身者
パリ第1大学
- カーラ・ブルーニ：ニコラ・サルコジ元フランス大統領の妻
- マリー・ドリュケール：ニュースキャスター、ジャーナリスト
- マニュエル・ヴァルス：政治家、元フランス首相
- ヴァンサン・ペイヨン：哲学者、政治家
- ホアキン・バラゲール：政治家、元ドミニカ共和国大統領（3期）
- アルファ・コンデ：政治家、元ギニア共和国大統領
- 松浦茂長：元フジテレビ解説員、元同局パリ支局長
- 杉村靖彦：哲学者、京大准教授

パリ第2大学
- ジャン・チベリ：政治家、元パリ市長、下記コレージュ・サント＝バルブ出身
- ジャン＝ピエール・ラファラン：政治家、元フランス首相
- マルティーヌ・オブリー：政治家、元フランス労働大臣
- ドミニク・ド・ビルパン：政治家、元フランス首相、作家
- フランソワ・オランド：政治家、フランス第7代大統領
- マリーヌ・ル・ペン：政治家、国民連合第2代党首
- マリオン・マレシャル＝ルペン：政治家、マリーヌ・ル・ペンの姪
- セシリア・アティヤス：ニコラ・サルコジ元フランス大統領の前妻
- 芝原邦爾：東大教授、刑法学者、経済刑法学者

パリ第3大学
- アナイス・ドゥムースティエ：女優
- 古石篤子：慶大名誉教授、言語学者。パリ第3大、第8大出身
- 佐川一政：日本の小説家、パリ人肉事件で知られる
- 吉田加南子：学習院大教授、詩人
- 御牧克己：京大教授、仏教学者

パリ第4大学
- シャルロット・カシラギ：上記モナコ公女カロリーヌ・ド・モナコの長女
- ドミニク・ボナ：伝記作家
- フィリップ・フォレスト：作家
- ミカエル・フェリエ：作家、中大教授。エコール・ノルマル・シュペリウール、パリ第4大（博士）出身
- フランク・ミシュラン：歴史学者、帝京大教授
- 大谷千正：作曲家・音楽学者
- 長塚京三：俳優
- 蔵持不三也：文化人類学者、早大教授
- 中島俊克：立大教授
- 中条省平 : 学習院大教授
- 長谷川輝夫：上智大教授
- 山下雅之：近大教授
- 石井洋二郎：東大教授
- 川嶋周一：明大教授
- 竹内信夫：東大名誉教授
- 岑村傑 - 慶大教授
- 宮本久雄：東大名誉教授

パリ第5大学
- フランソワ・フィヨン：元フランス首相
- 時津賢児：武道家・自成道代表

パリ第6大学
- ウェンデリン・ウェルナー：数学者、パリ第11大学教授、元子役俳優
- ニコラ・ユロ：政治家、エコロジー移行・連帯省大臣、環境ジャーナリスト（バリ第6大学医学部に学んだ）
- エマニュエル・シャルパンティエ：生化学者、ノーベル化学賞受賞者

パリ第7大学
- ジャン＝イヴ・ベジオ：論理学者
- ピーター・フランクル：ハンガリー出身の数学者、日本のタレント
- ドゥヴォス・パトリック：東大名誉教授
- 稲葉奈々子：上智大教授
- 川出良枝：東大教授
- 林修：福島大教授
- 福島知己：帝京大准教授
- 高木美也子：日大教授、コメンテーター
- 岸田るり子：小説家
- 石川美子：明治学院大教授

パリ第8大学
- ギャスパー・ウリエル : 俳優
- 梅本洋一 : 映画批評家、『カイエ・デュ・シネマ・ジャポン』創刊編集長、横浜国大教授
- 大木充：京大名誉教授
- 椎名亮輔：同志社女子大教授
- 丸川誠司：早大教授

パリ第9大学
- ジャック・アタリ：経済思想家、政府政治経済顧問
- ジャン・ティロール：経済学者、ノーベル経済学賞受賞者
- クロエ・ヴィアート：日本のフランス語教員、NHKフランス語講師、順天堂大准教授
- オードレ・アズレ：現UNESCO事務局長、元フランス文化省大臣
- 駒田邦男：トヨフジ海運社長
- 清水耕一：岡山大教授

パリ第10大学
- ニコラ・サルコジ：フランス第6代大統領
- ドミニク・ド・ビルパン：元フランス首相、作家
- ドミニク・ストロス＝カーン：経済学者、法律家
- クリスティーヌ・ラガルド：IMF専務理事
- アンヌ・イダルゴ：現パリ市長
- エマニュエル・マクロン：フランス第8代大統領
- 萱野稔人：津田塾大教授
- 千葉雅也：立命大大学院准教授

パリ第11大学
- ジャン＝ルイ・ガセー：技術者、Be社の設立者
- バートランド・サーレイ：技術者、Appleの研究開発担当上級副社長
- リュディ・ガルシア：プロサッカー監督

パリ第12大学
- 深水黎一郎：作家
- 塚本昌則：東大教授

パリ第13大学
- ゴ・バオ・チャウ：ベトナム出身の数学者、フィールズ賞受賞者 / パリ第6大、パリ第11大、エコール・ノルマル・シュペリウール出身。パリ第13大ではHDR (2003年) のディプロム取得

高等研究実習院
- ロジェ・カイヨワ：社会思想家、文芸批評家
- イブラヒム・ルゴヴァ：コソボの政治家

関連学校・廃止校
- ジャン・カルヴァン：神学者（カルヴァン主義）。コレージュ・ド・ラ・マルシュ (Collège de la Marche)、及びコレージュ・ド・モンテギュ (Collège de Montaigu) 出身
- ジャック・カッシーニ：天文学者。コレージュ・デ・キャトル＝ナシオン (Collège des Quatre-Nations) 出身[注釈 3]
- シラノ・ド・ベルジュラック：剣術家、哲学者。コレージュ・ド・ボーヴェ (Collège de Beauvais) の前身コレージュ・ド・リジュー (Collège de Lisieux) 出身
- ルイ・クロード・カデ・ド・ガシクール：化学者。コレージュ・デ・キャトル＝ナシオン出身
- ニコラ・ド・コンドルセ：数学者、哲学者。コレージュ・ド・ナヴァル (Collège de Navarre) 出身
- ルイ＝ウジェーヌ・カヴェニャック：軍人、1848年六月蜂起時に閣僚評議会議長（首相）。コレージュ・サント＝バルブ (Collège Sainte-Barbe) 出身
- ギュスターヴ・エッフェル：建築家、「エッフェル塔」。コレージュ・サント＝バルブ出身
- ポール・デシャネル：元フランス大統領。コレージュ・サント＝バルブ出身
- ミシェル・ピコリ：俳優。コレージュ・サント＝バルブ出身
- フランソワ・ベルレアン：俳優。コレージュ・サント＝バルブ出身

### その他
- 中嶋宏：WHO第4代事務局長。パリ大学薬理学研究員
- 舛添要一：政治家、東大助教授、日本のタレント。パリ大学現代国際関係史研究所（fr）客員研究員

## パリ大学が舞台となった作品や設定等
- 映画『PARIS』（ セドリック・クラピッシュ監督、ジュリエット・ビノシュ主演）に登場する女子大生がソルボンヌ大学の学生という設定となっている。
- 映画『続フレンズ／ポールとミシェル』（『フレンズ〜ポールとミシェル』の続編。 ルイス・ギルバート監督、ショーン・バリー、アニセー・アルヴィナ主演）に登場するポールがソルボンヌ大学に入学するという設定となっている。
- 映画『華麗なる一族』（山本薩夫監督、仲代達矢主演）に登場する小泉夫人がソルボンヌ大学出身という設定となっている。
- テレビドラマ『スチュワーデス物語』に登場する村沢浩（風間杜夫）がソルボンヌ大学に留学していたという設定。
- 藤子・F・不二雄の漫画に登場する魔土災炎が、『パーマン』の作中でソルボンヌ大学を"早退"したと述べている。
- 髭男爵の山田ルイ53世がソルボンヌ大学卒業をネタとして自称している。
- ソフトバンクモバイルCMの白戸家のお父さん 白戸次郎がソルボンヌ大学に留学経験があるという設定となっている。